# O Padre Júlio

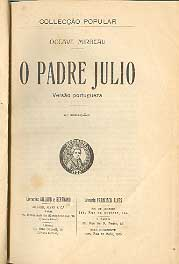
O Padre Júlio, 191?

O Padre Júlio (L’Abbé Jules) é um romance francês de Octave Mirbeau, publicado pela editora Charpentier, em 13 de março de 1888, depois de uma pré-publicação em novela no jornal Gil Blas. A última edição, prefaciada por Pierre Michel, foi publicada em fevereiro de 2010 nas edições L'Âge d'Homme, Lausanne.
Edição portuguesa : O Padre Júlio, Lisboa, Livrarias Aillaud, tradução de Alves Bastos (191?).  

## Resumo
Trata-se da história de um padre histérico em sua revolta permanente contra a Igreja romena e uma sociedade opressiva. Jules Dervelle é constantemente dividido entre as necessidades da carne e suas « postulações » voltadas ao céu. Mirbeau escolheu como cenário um pequeno vilarejo inspirado em Rémalard, onde ele cresceu: lá, cada um vive rodeado do olhar de todos e as exigências do corpo e do espírito são oprimidas de forma brutal. A narrativa, que é descontínua, é cortada por dois longos retornos : um, consagrado ao passado do padre Júlio ; outro, a um trinitário de espírito confuso e obcecado por um projeto louco, o padre Pamphile. Há também uma lacuna de seis anos, durante os quais Júlio esteve em Paris, o que constitui um enigma no livro e suscita interrogações entre os habitantes do vilarejo. O própri leitor nunca saberá nada sobre essa estada parisiense : sua curiosidade é frustrada.

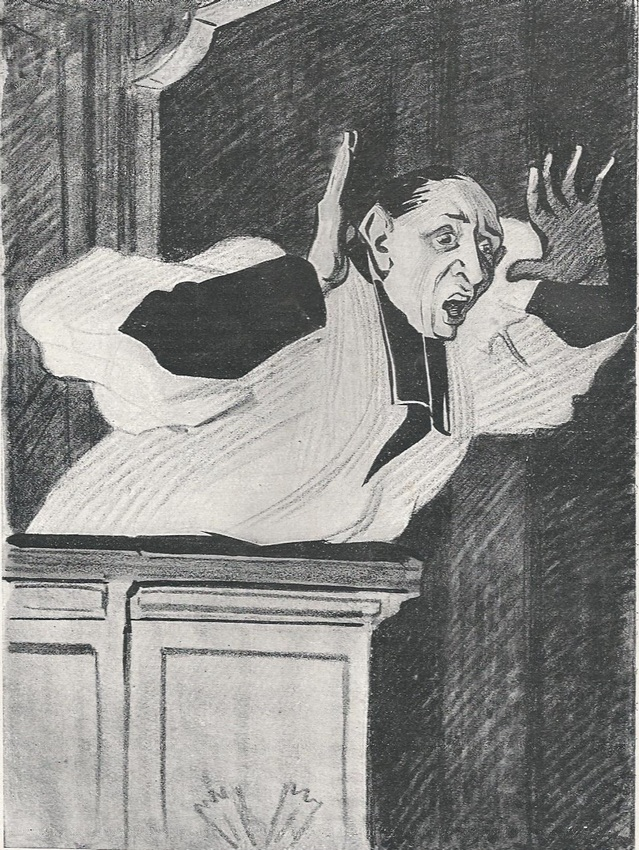
Hermann-Paul, Padre Júlio

O final, em forma de farsa póstuma e experimental da parte de Júlio, é constituído pela leitura de seu testamento, através do qual ele lega todos os seus bens ao primeiro padre que deixar o sacerdocio ! Segue-se um auto da fé de sua misteriosa mala, repleta de livros e de imagens pornográficas, verdadeira reserva de fantasmas, que mostra suas frustrações sexuais e simboliza seu inconsciente mal reprimido. No final desse auto da fé, o jovem narrador Albert Dervelle, sobrinho de Júlio, acredita ouvir um « riso longínquo, abafado, que saía, lá longe, debaixo da terra ». Esse riso, com o qual termina a narrativa, aparece como o grito de triunfo póstumo de seu tio, mais forte, além da morte, esmagado pelo mundo absurdo e pela sociedade alienante.

## Comentários
Para construir seu fascinante personagem, o padre Júlio, o escritor se lembrou de seu tio Louis-Amable Mirbeau, padre livre interiormente e morto nos braços de seu sobrinho, em 1867, e de dois personagens históricos de aspecto fortemente positivo: por um lado, o cura Meslier (1664-1729), cujo Testamento, parcialmente publicado por Voltaire, era uma profecia de ateísmo, de materialismo radical e de religião sem concessões ; por outro, o padre Verger (1826-1857), religioso exaltado, cujo nome é citado no romance e que, revoltado pelo novo dogma da Imaculada Conceição, que ele julgava aberrante, assassinou em plena missa o arcebispo de Paris, Marie-Dominique Sibour.
Mas o romancista, sobretudo, deu muito de si mesmo ao personagem : seus entusiasmos, suas contradições, sua paixão pelos livros, seu amor pela natureza, suas alternâncias entre exaltação e depressão, sua violência verbal, seu gosto pela mistificação, suas exigências do absoluto. Ele também transferiu a seu personagem grande parte das ideias que ele expresaba : sua concepção trágica da condição humana e sua revolta metafísica ; sua moral de inspiração naturista e rousseauniana ; e sua revolta libertária contra todas as estruturas sociais opressivas, mutilantes e alienantes (a familia, a escola, a Igreja). Mas ele não faz de seu personagem um simples porta-voz : ele acentua todas suas contradições e insuficiências e também lhe atribui ações desprezíveis (roubo, despotismo e tentativa de estupro).
Outro personagem igualmente fascinante é o padre Pamphile, que vagueou durante décadas pela Europa mendigando e coletou somas enormes, logo depois gastas em trabalhos incoerentes e sempre a serem recomeçados, de reconstrução de uma abadia em ruínas.
A insistência sobre a questão do dinheiro e da frustração sexual do herói epônimo poderia dar a entender que Mirbeau inscreve seu romance num quadro de romance de costumes de inspiração naturalista sobre o tema do mau padre. Mas, em realidade, a maior influência é a de Fiódor Dostoiévski, que lhe revelou o papel do inconsciente em O idiota : ele cria uma psicologia das profundezas sem precedentes na França e vê no psiquismo humano um caos indecifrável, ao contrário das pretensões de seu ex-amigo Paul Bourget, de esclarecê-la com sua psicología que, ao olhos de Mirbeau, não passava de uma falsificação.

## Citações
- « O que você deve procurar na vida ?… A felicidade… E você só pode obtê-la exercitando o seu corpo, que lhe dá a saúde, e enfiando em seu cérebro poucas ideias, quando menos, melhor, porque as ideias incomodam o repouso e incitam-nos a ações sempre inúteis, sempre dolorosas, e muitas vezes criminosas… Não sentir o seu eu, ser uma coisa inapreensível, misturada com a natureza, como se mistura no mar uma gota d’água que cai da nuvem, este será o objetivo dos seus esforços. Vou-te prevenindo que não é facil conseguir isso e que se obtem mais simplesmente um Jesus Christo, um Mahomet, um Napoleão, do que um Nada. »
- « As funções da minha inteligência foram deformadas, como as do meu corpo e, no lugar do homem natural, instintivo, cheio de vida, colocaram um fantoche, a boneca mecânica da civilização, soprada de ideal… o ideal do qual nasceram os banqueiros, os padres, os trapaceiros, os pervertidos, os assassinos e os infelices. »
- « Has de reduzir os teus conhecimentos acerca do funccionamento da humanidade ao que é absolutamente necessario. 1. O homem é um animal mau e estupido. 2. A justiça é uma infamia. 3. O amor é uma porcaria. 4. Deus é uma chimera. »
- « Ao invés de conservar, no amor, o caráter que ele deve ter na natureza, o caráter de um ato regular, tranquilo e nobre, o caráter de uma função orgânica, em suma…, nós introduzimos nele o sonho… e depois o sonho nos trouxe o ser insatisfeito… e o insatisfeito, o ser pervertido. Porque o deboche, nada mais é que a deformação do amor natural pelo ideal. »